# Sadie Thompson
Sadie Thompson (pol. Grzech Sadie Thompson, A jednak ciało jest słabe) – amerykański film z 1928 roku w reżyserii Raoula Walsha.

## Obsada
- Gloria Swanson
- Lionel Barrymore
- Blanche Friderici
- Charles Lane

## Nominacje
| Nazwa nagrody | Wygrane            | Nominacje |
| ------------- | ------------------ | --- |
| Oscar         | 1929 bez rezultatu | 1929 Najlepsza aktorka pierwszoplanowa Gloria Swanson Najlepsze zdjęcia George Barnes (również za filmy: Diabelska tancerka i Magiczny płomień) |